# Bell XP-52
O Bell XP-52 foi um caça não muito comum desenhado pela Bell Aircraft Corporation. Foi submetido como parte da competição USAAC que teve lugar no inverno de 1939.

## Características
A fuselagem era redonda numa forma de barril, com o piloto no nariz e com um motor por de trás dele.
O design foi um dos seis escolhidos para futuro desenvolvimento, mas foi cancelado em 25 de Novembro de 1941 a favor de um novo design chamado de XP-59, que mais tarde evoluiu para o avião a jacto P-59 Airacomet.